# Белое (озеро, Полоцкий район)
Белое (бел. Бе́лае) — озеро в Полоцком районе Витебской области Белоруссии. Не имеет поверхностного стока, однако относится к бассейну реки Дриссы. Свое название приобрело, возможно, из-за высокой степени прозрачности (до 6 метров) и чистоты, которые обусловлены наличием множества родников.

## Географическое положение
Водоём находится в Полоцком районе Витебской области Белоруссии, в 14 км на северо-запад от города Полоцк. На берегах располагаются деревни Азино и Тиновка. Высота над уровнем моря составляет 136,9 м.

## Морфологические параметры озера
Площадь зеркала составляет 1 км². Длина — 1,56 км, наибольшая ширина — 1,1 км, длина береговой линии — 6,18 км. Максимальная глубина — 19,6 м, средняя — 8,4 м. Объём воды — 8,42 млн м³. Площадь водосбора — 1,8 км².
Котловина озера сложного типа, вытянутая с юго-запада на северо-восток. Склоны котловины достигают 25 м в высоту, на северо-востоке понижаясь до 3—10 м. За исключением западной части озера, береговая линия слабоизвилистая. Берега пологие, песчаные. На севере и юго-востоке имеются возвышенные участки берега.
Мелководье песчаное, глубже располагаются заиленный песок и глинистый ил. 10 % площади водоёма характеризуется глубиной не больше 2 м. Наибольшие глубины отмечаются несколько северо-западнее центра озера.

## Гидрография
Озеро Белое относится к бассейну Дриссы, однако не имеет поверхностного стока. Минерализация воды не превышает 36 мг/л. Прозрачность в среднем составляет 4,2 м, местами достигая 6 м. В питании озера важную роль играют родники. Режим насыщения биологическими веществами — мезотрофный. Зарастание водоёма незначительно.
Вероятно, название озера связано с достаточно высокой степенью прозрачности и чистоты воды.

## Местность вокруг озера
Озеро Белое расположено среди холмистой местности, заросшей смешанным лесом и кустарником. Окрестные леса богаты земляникой, брусникой, черникой, а также грибами. К югу от озера местность становится болотистой. К востоку от озера располагается пойменный участок шириной 5—12 м.
В окрестностях озера произрастает полушник озёрный — редкое растение, занесённое в Красную книгу Республики Беларусь.

## Фауна озера
Озеро Белое является местом обитания ряпушки (местное название «селява»), которая водится лишь в нескольких озёрах Белоруссии. В озере также обитают лещ, щука, плотва, сазан, карась, судак, линь, окунь, красноперка, уклейка и другие виды рыб. Производится промысловый лов рыбы.

## Рекреационное использование
Озеро и окрестности являются популярным местом отдыха и рыбалки. На озере организовано платное любительское рыболовство и разрешена подводная охота. Обустроены места отдыха, пляж и ландшафтная поляна. На берегу озера находится агроусадьба «Набережная».

## Легенды, связанные с озером
Среди местных жителей сохранилась легенда о древних яблоневых садах на берегу озера. Согласно ей, в древние времена возле озера жили люди, которые выращивали яблоки и приносили их в жертву богу Перуну. Однажды бог разгневался на однообразные жертвоприношения и наслал на землю страшный ураган. Разбушевавшаяся стихия крушила дома и ломала яблоневые деревья. Когда ветер утих, вся земля и озёрная гладь были устланы цветками яблонь. Но люди не испугались гнева бога и не ушли из этих мест.